# Basilica Autarena

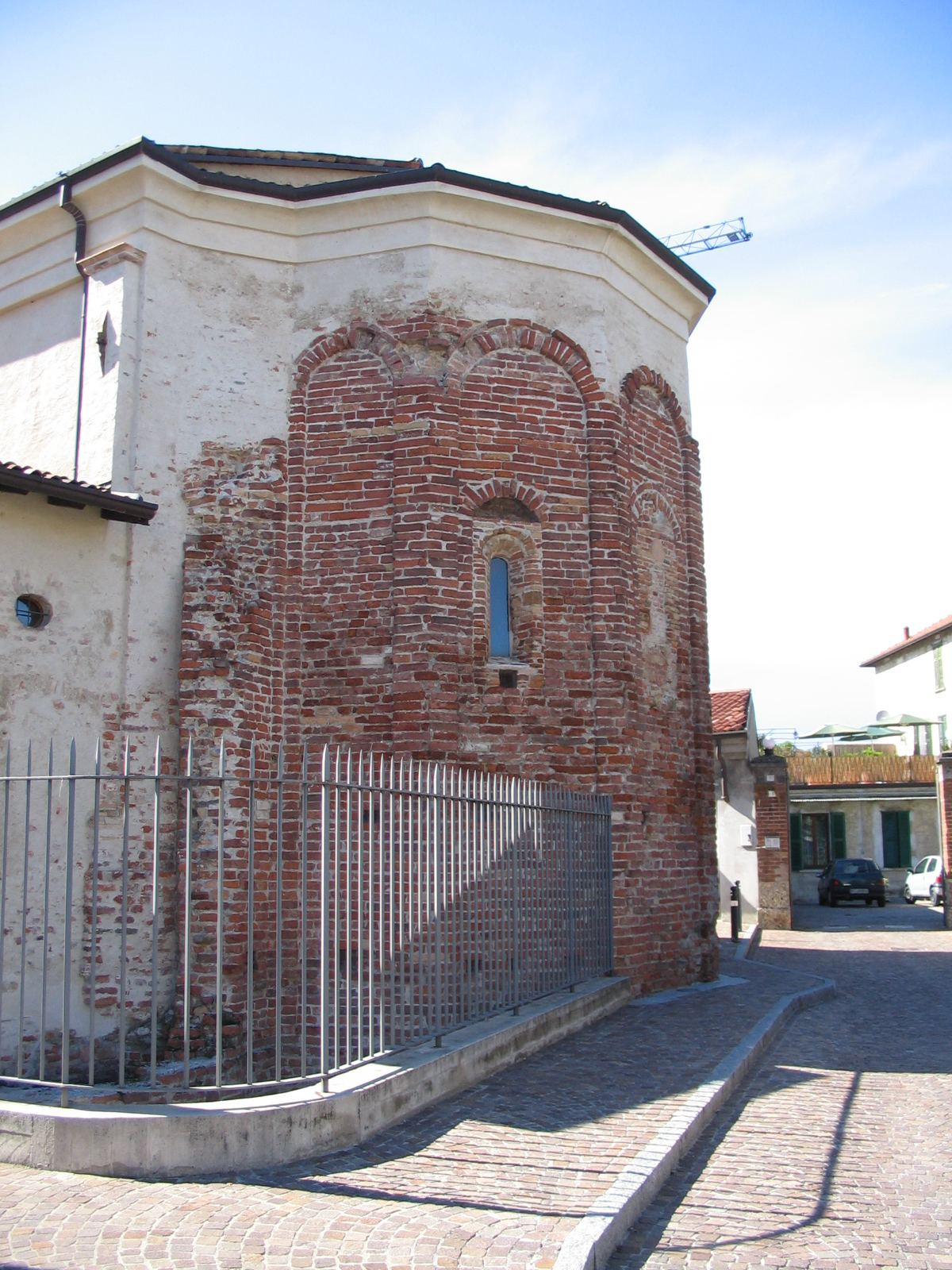
Polygonale Apsis der Basilica Autarena mit nachträglich verkleinerten Fenstern

Die Basilica Autarena ist eine kleine langobardische Backsteinkirche in der italienischen Gemeinde Fara Gera d’Adda in der Provinz Bergamo, Lombardei.
Da Dokumente der altrömischen Reichsbürokratie gegen Ende des 6. Jahrhunderts eine dem Märtyrer Alexander geweihte Kultstätte in Fara erwähnen, wird erwogen, der in seiner Ostpartie gut erhaltene, im Übrigen aber stark veränderte Bau könne schon aus dieser Zeit stammen.
Heute steht die Pfarrkirche San Alessandro wenige Meter südwestlich, wohl auf den Grundmauern eines frühmittelalterlichen Wehrturms. Die langobardische Alexanderkirche wurde zu einer Kapelle, dem Oratorio di Santa Felicità.
Die in Blenden eingebetteten Rundbogenfenster der polygonalen Apsis wurden gegenüber ihren ursprünglichen Maßen später verkleinert. Dies ist ein Hinweis, dass es nach der Bauzeit der Kirche zu einem weiteren Zivilisationsverlust kam, nicht zuletzt durch die Raubzüge der Madjaren im 9. und frühen 10. Jahrhundert, wodurch Glas von einem üblichen Baumaterial zu einem Luxusartikel wurde.